# Antonia Fässler
Antonia Fässler (* 13. Juli 1969 in Appenzell) ist eine Schweizer Politikerin (CVP).

## Leben
Fässler ist zusammen mit drei Geschwistern in einer typischen Gewerblerfamilie in Appenzell aufgewachsen, wo sie auch die Schulen besuchte und 1989 die Matura am Gymnasium bestand. Bis 1995 studierte sie Staatswissenschaften und Internationale Beziehungen an der Universität St. Gallen (HSG) und schloss mit dem Titel Lizenziat (lic. rer. publ.) ab.
Sie arbeitete anschliessend sechs Jahre lang im Generalsekretariat der CVP Schweiz, wo sie die Dossiers Soziale Sicherheit, Familienpolitik, Wirtschafts- und Landwirtschaftspolitik betreute. 2002 wurde sie stellvertretende Generalsekretärin im Gesundheitsdepartement des Kantons St. Gallen, 2004 Departementsekretärin des Gesundheits- und Sozialdepartementes des Kantons Appenzell Innerrhoden und 2007 Leiterin des kantonalen Gesundheitsamtes.
Fässler wurde am 25. April 2010 als Nachfolgerin des zurückgetretenen Werner Ebneter in die Standeskommission des Kantons Appenzell Innerrhoden gewählt. Sie amtierte bis 2020 als Frau Statthalter und Vorsteherin des Gesundheits- und Sozialdepartementes; ihre direkte Nachfolgerin wurde Monika Rüegg Bless. Sie war elf Jahre nach Ruth Metzler erst die zweite Frau, die der Innerrhoder Regierung angehört. 2020 trat sie zurück. Als ihre Nachfolgerin wurde Monika Rüegg Bless gewählt.
Fässler ist Mitglied der CVP Appenzell Innerrhoden, des Frauenforums und des Kantonalen Gewerbeverbandes und seit 2010 der Kantonalen Maturitätskommission. Sie wohnt in Appenzell.